# ドニー・ラロンド
ドニー・ラロンド（Donny Lalonde、1960年3月12日 - ）、カナダのプロボクサー。オンタリオ州キッチナー出身。元WBC世界ライトヘビー級王者。高いKO率を誇りタフさも兼ね備えており激しい試合で人気を集めた。1988年11月17日のシュガー・レイ・レナードとの試合は終始競った展開となり、激しい打撃戦になったがレナードを追い詰めて有名になった。

## 来歴
1980年4月24日、ラロンドはプロデビューを果たし2回2分5秒TKO勝ちを収めた。
1981年3月6日、ウィルベルト・ジョンソンと対戦し初黒星となる6回判定負けを喫した。
1981年10月10日、ウィルベルト・ジョンソンと7ヶ月ぶりに再戦し痛烈なリベンジとなる2回TKO勝ちを収めた。
1981年11月3日、ジャン・クラウド・レクレイアと対戦し2回1分5秒TKO勝ちを収めた。
1982年9月30日、ジミー・ベイカーと対戦し8回2分29秒TKO勝ちを収めた。
1982年11月15日、ドン・ハートレーと対戦し8回判定勝ちを収めた。
1983年7月4日、カナダライトヘビー級王者ロディー・マクドナルドと対戦し10回TKO勝ちを収め王座獲得に成功した。
1983年11月25日、ナサニエル・アクバールと対戦し3回KO勝ちを収めた。
1984年2月11日、ジミー・グランドソンと対戦し初回1分30秒TKO勝ちを収め初防衛に成功した。
1984年6月28日、カルロス・ティートと対戦し2回2分6秒TKO勝ちを収めた。
1984年9月8日、ドン・ハートレーと2年ぶりに対戦し6回1分40秒TKO勝ちを収め2度目の防衛に成功した。
1985年5月16日、NABF北米ライトヘビー級王者ウィーリー・エドワーズと対戦しキャリア初のKO負けとなる9回49秒TKO負けを喫し王座獲得に失敗した。
1985年8月28日、ジェイミー・ホウーと対戦し10回判定勝ちを収めた。
1986年8月28日、テレンス・ウォーカーと対戦し6回2分28秒TKO勝ちを収めた。
1986年9月30日、チャールズ・ヘンダーソンと対戦し8回1分4秒TKO勝ちを収めた。
1986年11月6日、ベニト・フェルナンデスと対戦し9回TKO勝ちを収めた。
1987年5月7日、ムスタファ・ハムショーとWBCアメリカ大陸ライトヘビー級王座決定戦で対戦し12回3-0(117-110、116-110、118-108)の判定勝ちを収め王座獲得に成功した。
1987年11月27日、トーマス・ハーンズの返上で空位となったWBC世界ライトヘビー級王座決定戦でエディー・デービスと対戦し2回22秒TKO勝ちを収め王座獲得に成功した。
1988年5月29日、元WBA世界ライトヘビー級王者レスリー・スチュワートと対戦し5回2分27秒TKO勝ちを収め初防衛に成功した。
1988年11月7日、WBC世界スーパーミドル級王座決定戦も兼ねてシュガー・レイ・レナードと対戦。高度の技術と激しい打撃戦で競った展開となったが9回2分30秒TKO負けを喫し2階級制覇とライトヘビー級王座の2度目の防衛に失敗し王座から陥落した。試合後1度目の現役引退を表明した。
1991年9月5日、現役引退を表明して3年の充電期間を経ての復帰戦。ダーリー・フロームと対戦し3回TKO勝ちを収めた。
1991年9月20日、ベルト・グレブリーと対戦し7回2分4秒TKO勝ちを収めた。
1991年12月17日、デーブ・フィデールと対戦し3回1分28秒TKO勝ちを収めた。
1992年5月8日、WBA世界ライトヘビー級王者ボビー・チェズと対戦し12回0-3(111-117、110-116、113-116)の判定負けを喫しWBCに続く王座獲得に失敗した。試合後2度目の現役引退を表明した。
1996年11月2日、4年6か月ぶりの復帰戦。エド・ダルトンと対戦し8回判定勝ちを収めた。
1996年12月12日、ジョージ・スポナグーレと対戦し3回KO勝ちを収めた。
1997年4月9日、ジョー・ステベンソンと対戦し7回1分28秒TKO勝ちを収めた。
1998年5月28日、ケビン・ポムペイと対戦し6回判定で引き分けた。
2002年10月2日、2年ぶりの復帰戦としてトニー・メネフィーと対戦し8回3-0(2者が80-70、80-71)の判定勝ちを収めた。
2003年3月14日、ウィランド・ルイスと対戦し10回3-0(2者が98-92、99-92)の判定勝ちを収めた。
2003年7月5日、ヴァージル・ヒルと対戦し10回0-3(2者が91-98、90-99)の判定負けを喫した試合を最後に現役を引退した。

## 獲得タイトル
- カナダライトヘビー級王座
- WBCアメリカ大陸ライトヘビー級王座
- WBC世界ライトヘビー級王座(防衛1)